# Abadia de Santo Agostinho
A Abadia de Santo Agostinho (em inglês: St Augustine Abbey) foi uma abadia beneditina em Cantuária, em Kent, na Inglaterra. Um dos principais objetivos dela, desde a fundação, foi o de ser o local de sepultamento dos reis de Kent e dos arcebispos de Cantuária.

## Primeiros anos
No ano de 597 d.C., Agostinho de Cantuária, dito Santo Agostinho, chegou na Inglaterra, enviado pelo Papa Gregório I, numa empreitada missionária que hoje conhecemos como Missão gregoriana. O rei de Kent na época era Etelberto (Æthelberht) e era casado com uma princesa franca cristã chamada Berta. Não se sabe ao certo se foi por influência dela, mas Etelberto permitiu que Agostinho fundasse uma abadia do lado de fora das muralhas de Cantuária, a leste da cidade. O rei ordenou que igreja que ali fosse erigida "fosse esplendorosa, dedicada aos abençoados apóstolos Pedro e Paulo, e a ornou com diversos presentes". William Thorne, o cronista da abadia do final do século XIV, relata 598 d.C. como sendo o ano da fundação. Já existiam no local três igrejas anglo-saxônicas, dedicadas respectivamente a São Pancrácio, São Pedro e São Paulo e, finalmente, a Santa Maria. Ainda existem resquícios da fase saxônica da igreja de São Pancrácio, mas as outras duas foram fundidas num único edifício pelos normandos.
Em 978, um novo edifício, maior, foi dedicado pelo arcebispo Dunstano da Cantuária aos santos Pedro, Paulo e Agostinho. Um relato feito pelo também arcebispo Goscelino sobre um milagre no meio do século XI ocorrido na abadia em favor do ourives monástico Spearhafoc contém uma fascinante descrição de como a abadia estava ornamentada na época.

## Baixa Idade Média

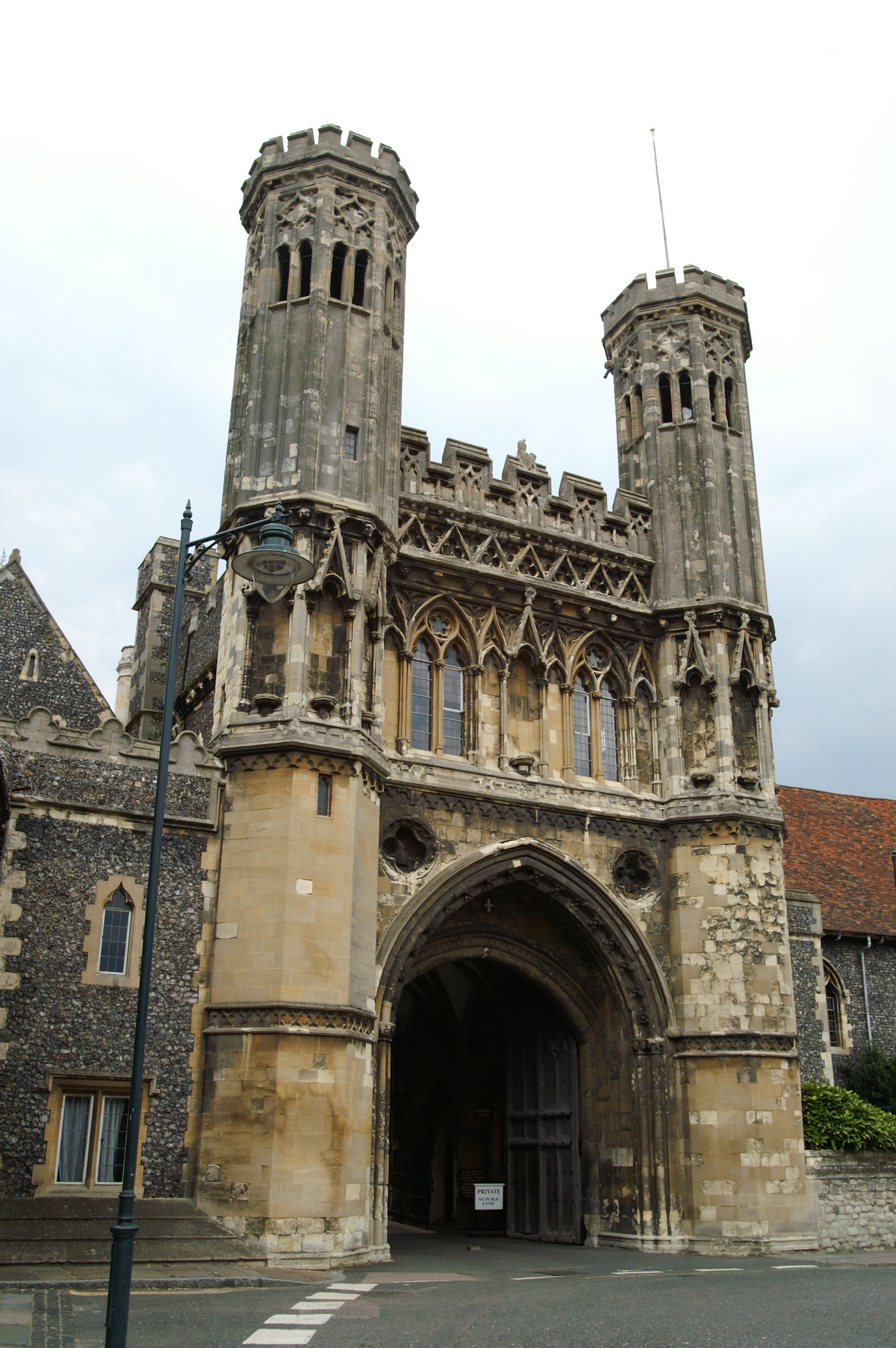
Portão principal com suas ameias

Por volta de 1100, todos os resquícios do edifício original anglo-saxônico já tinham desaparecido sob um enorme estrutura romanesca. Com exceção de algumas reconstruções realizadas em 1168 por conta de um incêndio, o restante do século XII se passou tranquilamente na abadia.
Porém, por volta de 1250 em diante, a abadia novamente foi alvo de reformas. O claustro, o lavatório, o refeitório e a cozinha foram totalmente reconstruídos e um grandioso alojamento para o abade foi construído. O conjunto também foi expandido com a construção de um grande salão.
Um novo portão com ameias foi construído em 1309, completando assim uma praça interna. Ao norte, os monges conseguiram incorporar mais terras à abadia, o que permitiu a construção de uma outra praça com uma padaria, uma cervejaria, um novo conjunto de celas para os monges e, em 1320, um novo vinhedo cercado. Houve também expansão no lado leste da abadia, onde uma série de alojamentos foram construídos frente a um jardim cercado. Um terremoto em 1382 provocou uma nova série de reformas e, em 1390, a casa da guarda (gatehouse), ainda existente, foi construída. A última adição foi a capela da Virgem Maria (Lady chapel), no lado leste da igreja.
Por volta de 1500, a abadia já cobria uma extensa área e sua biblioteca continha mais de dois mil volumes, um número gigantesco para a época. Muitos destes foram produzidos no scriptorium local.

## Dissolução

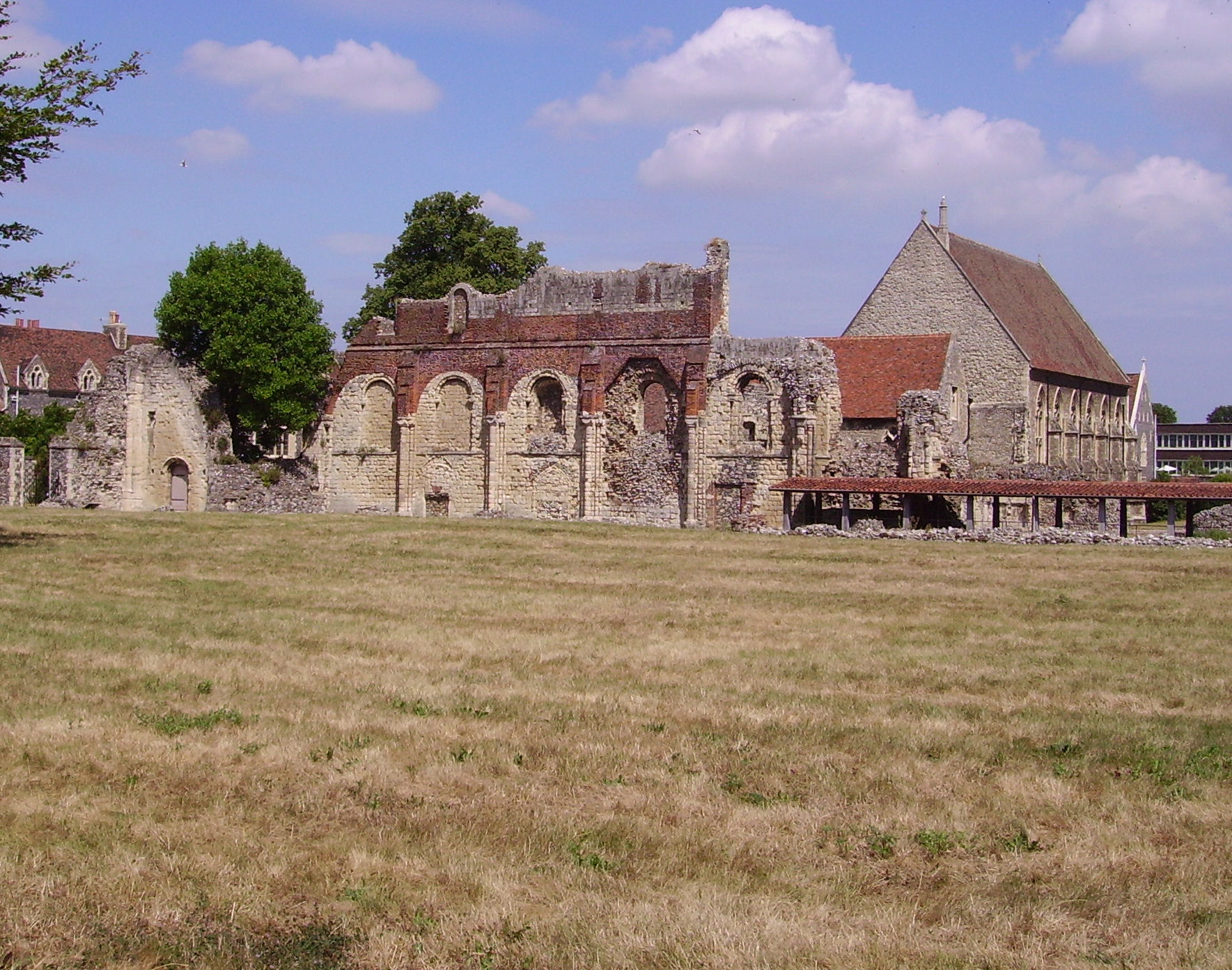
Vista da abadia

Em 1535, o rei Henrique VIII ordenou que todos os mosteiros que tivessem uma receita financeira anual menor do que £100 fossem dissolvidos. Com uma receita de £1 733, a abadia sobreviveu à primeira rodada de dissoluções. Porém, em 30 de julho de 1538, seu destino foi selado quando sobreveio o decreto final pela Dissolução dos Mosteiros. Ela foi sistematicamente desmantelada nos quinze anos seguintes, com parte dos edifícios sendo convertidos em um palácio, pronto para receber Ana de Cleves, uma das seis esposas de Henrique e recém-chegada da Alemanha.

## Sepultamentos famosos
- Eadbaldo de Kent, rei de Kent, na Abadia de São Pedro e São Paulo
- Ema da Austrásia, rainha consorte de Eadbaldo, também na Abadia de São Pedro e São Paulo
- Justo de Cantuária, primeiro bispo de Rochester, quarto arcebispo de Cantuária e um santo

## História contemporânea
O palácio foi arrendado para uma sucessão de nobres e, no final do século XVII estava nas mãos de Eduardo, Lorde Wotton, que empregou John Tradescant, o Velho para prover novos jardins a sua volta. Acredita-se que este palácio sobreviveu intacto até uma grande tempestade em 1703, que certamente provocou grandes danos à já arruinada estrutura da velha abadia.
Atualmente o local etsá classificado como Patrimônio Mundial e as ruínas da abadia fundada por Santo Agostinho estão sob os cuidados do English Heritage. O conjunto cobre uma área substancial a leste da Catedral de Cantuária e, na verdade, a abadia, no seu auge, tinha um tamanho equivalente ao dela. Nas redondezas está também a Igreja de São Martinho e os três edifícios fazem parte do conjunto tombado pela UNESCO.